# Duomyia personata
Duomyia personata är en tvåvingeart som beskrevs av Mcalpine 1973. Duomyia personata ingår i släktet Duomyia och familjen bredmunsflugor. Inga underarter finns listade i Catalogue of Life.